# Кришталь Михайло Володимирович
Михайло Володимирович Кришталь (нар. 18 травня 1970, Гайворон, Кіровоградська область) — український актор театру, кіно та дубляжу, шоумен, композитор, поет-пісняр, аранжувальник, виконавчий продюсер масових заходів. Заслужений артист України (2006).

## Життєпис
Народився 18 травня 1970 року у місті Гайворон Кіровоградської області.
У 1989 році закінчив Дніпропетровське державне театральне училище (майстерня Н. М. Пінської). Того ж року, разом з Андрієм Романієм поїхав до Донецька, де пройшов огляд художньої ради і отримав запрошення працювати в Донецькому музично-драматичному театрі.
Постановка «У джазі лише дівчата» за участю Михайла Кришталя отримала Ґран-прі фестивалю «Театральний Донбас-2006», стала найкращою виставою VIII Міжнародного фестивалю «Мельпомена Таврії».
Разом з Андрієм Романієм написав гімн Донецького національного університету.
З 2009 року актор Київського академічного драматичного театру на Подолі.
У 2014 році зіграв роль лікаря клініки в першому українському психологічному трилері «Смертельно живий».
Знімається у кіно, дублює фільми на студіях «Le Doyen», «Постмодерн», «Tretyakoff Production», «1+1», «Starlight Production» та інших.

## Фільмографія
- 2004 — «П'ять зірок»
- 2007 — «Всі повинні померти»
- 2010 — «Брат за брата»
- 2010 — «Маршрут милосердія»
- 2010 — «Вчора закінчилась війна»
- 2010 — «Трава під снігом»
- 2010 —2013 — «Єфросинья»
- 2011 — «Биття серця»
- 2011 — «Картина крейдою»
- 2011 — «Ластівчине гніздо»
- 2011 — «Остання справа Казанови»
- 2011 —2012 — «Повернення Мухтара» (7—8 сезони)
- 2012 — «Смерть шпигунам. Прихований ворог»
- 2012 — «Жіночий лікар»
- 2012 — «Порох і дріб»
- 2012 — «Генеральна невістка»
- 2012 — «Свати-6»
- 2013 — «Подвійне життя»
- 2013 — «Нюхач»
- 2013 — «Я думав, ти будеш завжди»
- 2014 — «Мажор»
- 2014 — «Лягавий-2»
- 2014 — «Дворняжка Ляля»
- 2014 — «Братські узи»
- 2014 — «Особиста справа»
- 2014 — «Світло і тінь маяка»
- 2014 — «Смертельно живий»
- 2014 — «Швидка допомога»
- 2015 — «Безсмертник»
- 2015 — «Три дороги»
- 2015 — «За законом воєнного часу»
- 2015 —2016 — «Слуга народу» (телесеріал) — Ярослав Худоб'як, речник Верховної Ради
- 2015 —2016 — «Відділ 44»
- 2015 —2018 — «Пес»
- 2016 — «Я з тобою»
- 2016 — «Громадянин Ніхто» — Петро Іванович Сєдов, військовий у відставці
- 2016 — «Ласкаво просимо на Канари»
- 2016 — «Листи з минулого»
- 2016 — «Поганий хороший коп»
- 2016 — «Пробач»
- 2016 — «Хазяйка»
- 2016 — «Черговий лікар» (телесеріал)
- 2017 — «Біле-чорне»
- 2017 — «Добрі наміри»
- 2017 — «Невиправні»
- 2017 — «Вікно життя-2»
- 2017 — «Щастя за угодою»
- 2017 — «Веселка в небі»
- 2017 — «Ментівські війни. Київ»
- 2017 — «Ментівські війни. Одеса»
- 2018 — «Ментівські війни. Харків»
- 2018 — «Жити заради кохання»
- 2018 — «Рідна кров»
- 2018 — «Хто ти?»
- 2018 — «Сьомий гість»
- 2019 — «Вільні гроші»
- 2019 — «Таємниці»
- 2019 — «Кріпосна»
- 2019 — «Годинник із зозулею»
- 2019 — «Маркус»
- 2019 — «Схованки»
- 2019 — «СидОренки-СидорЕнки» (телесеріал) — Богдан, батько
- 2019 — «Виходьте без дзвінка-2»
- 2019 — «Перші ластівки» — Ігор, вітчим Влада
- 2019 — «Інше життя Анни»
- 2019 — «Заборонений» — прокурор на суді
- 2020 — «Звонар-2»
- 2020 — «Відплата»
- 2020 — «Виклик (телесеріал)»
- 2020 — «На твоєму боці-2»
- 2020 — «Коп з минулого»
- 2020 — «Сукня з Маргариток»
- 2020 — «Переклад не потрібен»
- 2020 — «Перші ластівки. Zалежні»
- 2020 — «Бідна Саша»
- 2020 — «Мавки»
- 2021 — «Мама»
- 2021 — «Хазяїн»
- 2021 — «Незакрита мішень»
- 2021 —2022 — «Опер за викликом»
- 2022 — «Переслідуючи вогонь»
- 2023 — «Ботоферма» — Вовк, політик
- 2023 — «Тільки живи»
- 2023 — «Рубан»
- 2023 — «Впізнай мене»
- 2024 — «Примарна спадщина»
- 2025 — «Ключі від правди»
- 2025 — «Кохання та полум'я»
- 2025 — «Підміна»